# Giovanni II Bentivoglio
Pour les articles homonymes, voir Bentivoglio (homonymie).

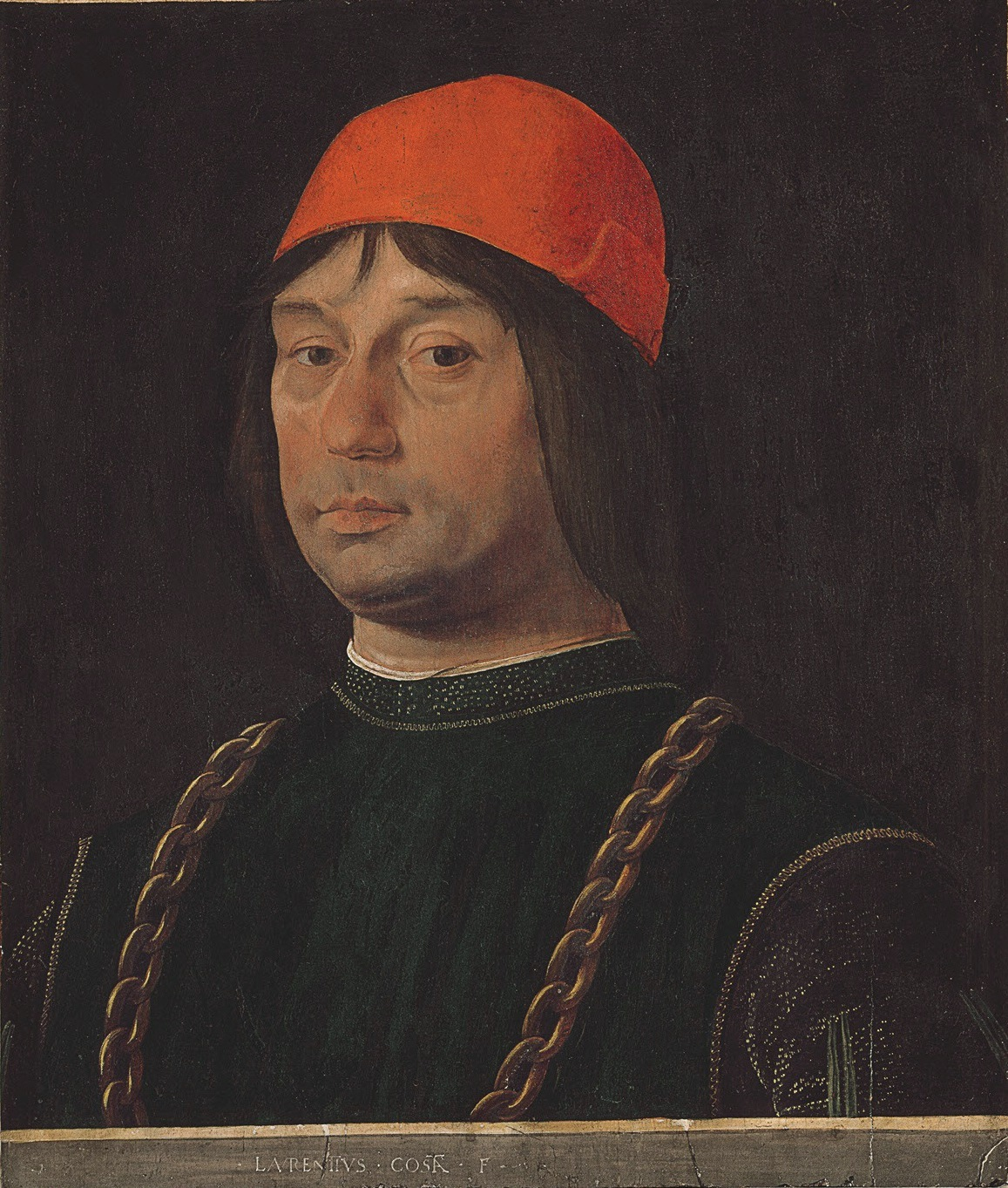
Giovanni II Bentivoglio, par Lorenzo Costa

Giovanni II Bentivoglio, ou Jean II Bentivoglio, (12 février 1443 - 15 février 1508), condottiere et héritier de la famille Bentivoglio, il devint prince de Bologne qu'il gouverna plus de 40 ans (1462-1506).

## Biographie
Giovanni est le fils d'Annibale Bentivoglio et de Donnina Visconti, et donc le neveu de Philippe Marie Visconti. Il est adoubé chevalier dès ses 9 ans. À la mort de son oncle Sante, pour sauver les apparences de la défense des libertés républicaines, il accepte la charge de gonfalonier de justice. Le pape Paul II le nomme chef du Sénat à vie avec le droit de disposer de deux voix dans les scrutins, ainsi que vicaire pontifical de la cité et de son contado. Il est seigneur de la ville alors qu'il n'a que vingt ans.
En 1464, il épouse Ginevra Sforza, fille illégitime d'Alessandro, de la branche de Pesaro, veuve de son oncle Sante, qui est très compétente pour gérer les affaires politiques. Seules les armes mises à la disposition des grands seigneurs lui permettent de rester au pouvoir. En 1467, il dispose d'une condotta qu'il propose à Milan, Florence et Naples, notamment pendant l'expédition conduite par Colleoni pour aider les exilés florentins. Toujours sous étroite surveillance, il sert d'intermédiaire avec les signoretti en quête de respectabilité à qui il offre ses filles. Il renforce ses alliances avec les Gonzaga pour sauver la seigneurie des Bentivoglio au prix d'une réputation compromise par des excès condamnables.
En 1471, il se place sous la tutelle de Giangaleazzo Sforza. Sa condotta lui rapporte 7 000 ducats par an, puis 10 et 12 000. Le duc de Milan paye mal et en 1492, Ludovico il Moro lui doit encore près de 32 000 ducats. Son rôle de condottiere se réduit alors qu'à quelques combats ici et là. Il participe de loin à la conjuration des Pazzi, se bat pour sauver Faenza, mais le Sénat refuse de le laisser partir au loin ce qui l'arrange. Lors de la guerre de Ferrare après 1482, Bologne doit s'engager, soit auprès du pape, soit auprès du doge de Venise. Le Sénat ordonne le départ de la condottta pour seulement deux semaines ce qui lui suffit pour stopper la machine de guerre pontificale.
Très rusé et manipulateur, il s'agite plus qu'il n'agit pendant la guerre des barons. Signe d'audace, il refuse à la condotta du puissant Roberto Sanseverino le passage sur ses terres. En 1487-1488, il est comblé, le mariage somptueux de son fils Annibale avec Lucrezia d'Este est suivi par une visite officielle à Venise au cours de laquelle la famille obtient le titre de noblesse per gratiam ce qui constitue un privilège rare.
Sous son impulsion, la ville prend au début un nouvel essor politique, artistique et civil. Un important plan urbain est mené avec la construction et la restauration de nombreux palais et églises. L'exploitation d'un domaine agricole de près de 5 000 hectares, des investissements immobiliers à Florence et à Milan, des opérations bancaires jusqu'à Raguse, permettent à Giovanni de dépenser sans compter. Il se fait construire un palais somptueux et des villas des délices magnifiquement décorées. Il fait travailler le peintre Lorenzo Costa qui réalise notamment un tableau représentant la Vierge à l'enfant entourée de Giovanni Bentivoglio et de sa famille. Mais le peuple de Bologne s'appauvrit et endure des tourments continuels.
Après que sa fille Francesca ait commandité l'assassinat en 1488 de son mari Galeotto Manfredi dont elle ne supportait plus les débauches, connues de tous, auprès de sa maitresse Cassandra Pavoni, les Manfredi, originaires de Faenza, réclament vengeance. Les combats s'intensifient. La répression est féroce quand César Borgia est envoyé pour mettre de l'ordre au nom du pape. Quelques années plus tard, Giovanni doit affronter les Marescotti.
Dans la dernière partie de son administration, sa politique change, sous l’influence de son épouse Ginevra Sforza. Il devient tyrannique avec ses administrés et mène une politique ambiguë envers les États voisins. Ses enfants mènent une vie dissolue, provocante. Tous ces motifs font que les citoyens de Bologne deviennent hostiles envers les Bentivoglio.
Le 7 octobre 1506 le pape Jules II, désirant annexer Bologne aux territoires de l’Église, excommunie Giovanni II puis marche sur la ville. Giovanni II et sa famille s'enfuient à l'arrivée des troupes papales le 10 novembre. En 1507, il essaye de reprendre la ville sans succès. Prisonnier de Louis XII, il décède en 1508 dans le Castello Sforzesco à Milan.

## Mariage et descendance
Après la mort de son cousin Sante, il en épouse la veuve en 1464, Ginevra Sforza.
Demanda à Lorenzo Costa de refaire le tableau de sa nombreuse famille. Le tableau se trouve aujourd'hui dans l'église de San Giacomo Maggiore. Ginevra lui donna seize enfants, desquels, onze arrivèrent à l'âge adulte:
- Annibale (1469-1540) qui épousa Lucrezia d'Este et fut prince de Bologne de 1511 à 1512;
- Ermes (?-1513) ;
- Alessandro (1474-1532), qui épousa Ippolita Sforza ;
- Camilla, religieuse ;
- Isotta, religieuse ;
- Francesca, mariée en 1481 à Galeotto Manfredi qu'elle fit assassiner ;
- Antongaleazzo, prélat (1472-1525) ;
- Eleonora, épouse en 1486 Giberto III Pio di Savoia, co-seigneur de Carpi ;
- Laura (...-1523), épouse de Giovanni Gonzaga en 1474 ;
- Violante, épouse de Pandolfaccio Malatesta en 1489;
- Bianca.

En politique externe, chercha à maintenir la paix avec les Sforza, les Médicis et le Pape.

## Sources
- (it) Cet article est partiellement ou en totalité issu de l’article de Wikipédia en italien intitulé « Giovanni II Bentivoglio » (voir la liste des auteurs).
- Claudio Rendina, I capitani di ventura, Rome, Newton Compton, 1998